# Jaskinia w Jaworzyńskim Żlebie
Jaskinia w Jaworzyńskim Żlebie – jaskinia w Dolinie Łężnej w Tatrach Wysokich. Wejście do niej położone jest w Jaworzyńskim Żlebie, w pobliżu Groty w Jaworzyńskim Żlebie, Schronu przy Grocie w Jaworzyńskim Żlebie, Nyży nad Jaworzyńskim Żlebem i Łężnej Dziury, na wysokości 965 m n.p.m. Jaskinia jest pozioma, a jej długość wynosi 10 metrów.

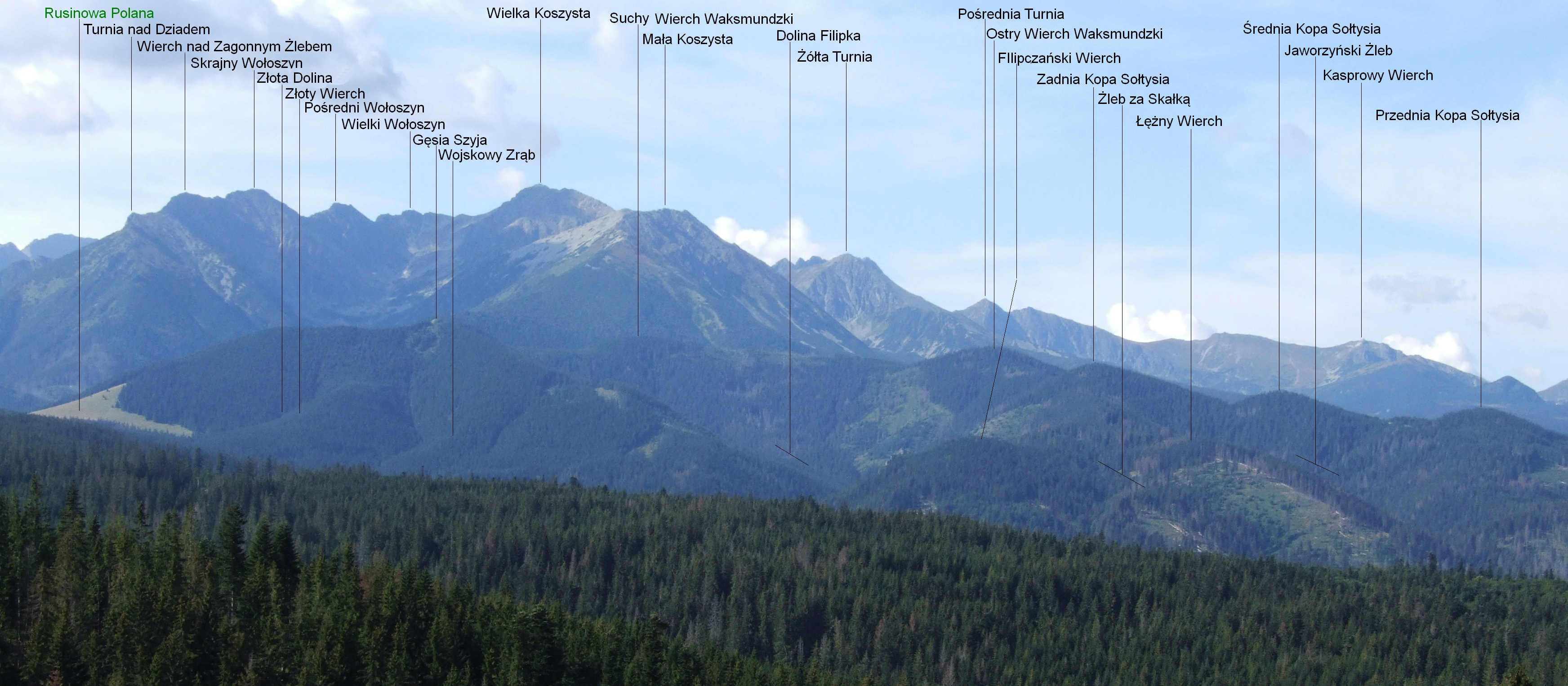
Widok z Głodówki. Na prawo Jaworzyński Żleb

## Opis jaskini
Jaskinię stanowi poziomy, szeroki korytarz zaczynający się w otworze wejściowym o kształcie łuku, a kończący namuliskiem. Ze stropu korytarza, w jego początkowej części, odchodzi ciasny, 1,5-metrowy korytarzyk w kształcie rury prowadzący do szczeliny w pobliżu otworu wejściowego.

## Przyroda
W jaskini brak jest nacieków. Ściany są suche, rosną na nich porosty. Fauna nie była badana.

## Historia odkryć
Jaskinia była prawdopodobnie znana od dawna. Jej pierwszy plan i opis sporządzili A.Gajewska i K. Recielski przy współpracy J. Panka w 2000 roku.